# Hofgut Öttershausen

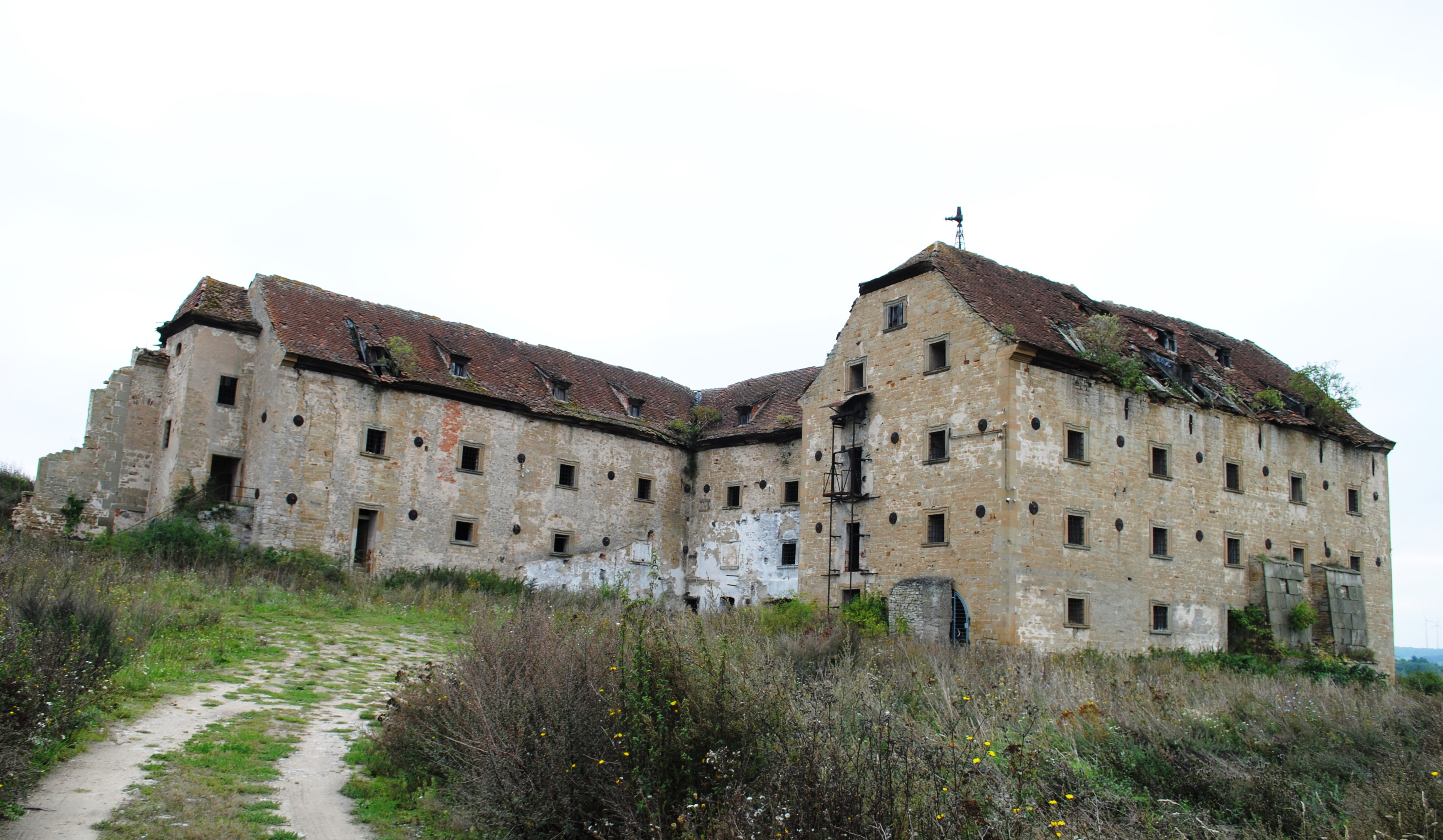
Die Überreste des Hofgutes in Öttershausen (September 2014)

Das Hofgut Öttershausen war ein landwirtschaftlicher Gutshof im gleichnamigen Volkacher Ortsteil in der Gemarkung von Gaibach. Im Jahr 2011 wurden weite Teile der Anlage abgerissen.

## Geschichte
Das Hofgut in Öttershausen entstand an dieser Stelle erst gegen Ende des 16. Jahrhunderts. Zuvor waren einige Höfe einem befestigten Fronsitz zugeordnet gewesen, der weiter südlich des heutigen Gutes zu verorten ist. Dieses Schloss Öttershausen war während des Mittelalters häufigen Herrschaftswechseln ausgesetzt, so saßen hier im 16. Jahrhundert die Herren Berg genannt Schrimpf. Er lag zeitweise wüst, wurde aber immer wieder aufgebaut. Erst 1574 wurde die Markung von Öttershausen aufgelöst und der Ansitz endgültig aufgegeben.
Im Jahr 1563 ist Adolf Rau von Holzhausen als Lehensträger auf dem Gutshof nachgewiesen. Nach seinem Tod kam der Hof an Valentin Echter von Mespelbrunn, der die Schwester Ottilia Rau von Holzhausen geheiratet hatte. Unter seiner Herrschaft wurde der Hof dem Schloss in Gaibach zugeordnet und die ersten Baulichkeiten umrandeten einen großen Innenhof. Die ersten Gebäude des Gutes entstanden zwischen 1590 und 1608, als auch das Schloss in Gaibach neu errichtet wurde.
Nach dem Dreißigjährigen Krieg hatten sich die Nachfahren des Valentin Echter von Mespelbrunn hoch verschuldet und mussten das Hofgut verkaufen. Im Jahr 1651 erwarben die aufsteigenden Grafen von Schönborn die Besitzungen der Echter. Sie ließen in den 1740er Jahren das Hofgut errichten, das in dieser Form bis ins Jahr 2011 Bestand hatte. Ähnlich wie für den Kirchenbau in Gaibach erhielt auch für das Hofgut der Baumeister Balthasar Neumann den Auftrag.
Neumann schrieb am 24. August 1740 an den Würzburger Fürstbischof Friedrich Karl von Schönborn, seinem Auftraggeber, einen Brief, in dem auch ein „(…) schidboden zu ättershaußen (…)“ erwähnt wurde. Am 14. Juni 1741 schrieb Neumann neuerlich einen Brief über den Baufortschritt in Öttershausen: „(…) weilen der bau zu Ettershaußen (…), welcher schittbau gantz gesundt vndt vieles ney (…) hergestellet wirdt (…)“.
Der Baumeister schuf bis ins Jahr 1747 ein Ensemble, das mit einigen konstruktionsbedingten Innovationen ausgestattet war. Mit seinen Dachkonstruktionen nahm er die typischen Ingenieursbauwerke des 19. Jahrhunderts vorweg. Der Bau des Hofgutes war damit aber keineswegs abgeschlossen und auch im 19. Jahrhundert errichtete man neue Gebäude, sodass insgesamt elf Baulichkeiten entstanden, die von einer Mauer umgeben wurden.
Das Hofgut überstand die Mediatisierung, bei der die kleineren Adelsgeschlechter ihre Gebiete verloren und blieb auch im 19. und 20. Jahrhundert im Besitz der Grafen von Schönborn. Im Zweiten Weltkrieg wurde der Maler Ludwig Weninger bei einem Fluchtversuch am Hofgut erschossen. Ab der Mitte der 1980er Jahre stand die Anlage leer und war dem Verfall preisgegeben. Im Jahr 2008 beantragte der Eigentümer den Abriss. Nach umfassenden Forschungen zur Bausubstanz wurde die Anlage im Herbst 2011 abgerissen. Lediglich der erhaltene Schütt- und Winkelbau sind noch als Baudenkmal eingeordnet. Durch den fortschreitenden Verfall stürzten im Juni 2020 Teile der Decke im zweiten Obergeschoss ein. Im Jahr 2021 wurde eine Interessengemeinschaft gegründet, die die Umgestaltung des Hofguts zu einem Museum mit Seminarzentrum plant.

## Architektur

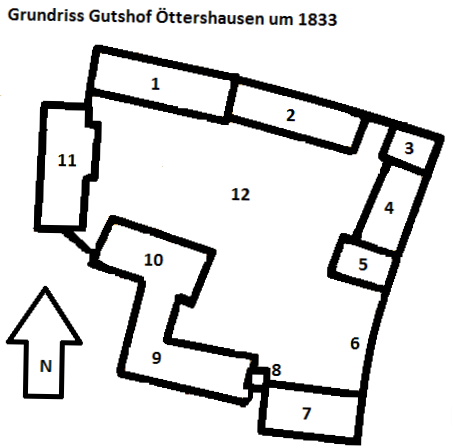
Grundriss des Hofgutes vor 1833

Vor 2011 bestand der Gutshof aus insgesamt zehn Gebäuden, die sich um einen winkelförmigen Hof gruppierten. Es handelte sich um eine Gruppe von unregelmäßigen Massivbauten aus den verschiedenen Jahrhunderten. Umgeben war die Anlage von einer fast rechteckigen Ummauerung mit zwei Toranlagen im Süden und Osten. Heute besteht nur noch der sogenannte Winkelbau mit einem Treppenturm (8, 9) und der sich anschließende Schüttbau (10).

### Bauten Balthasar Neumanns
Der Baumeister Balthasar Neumann nahm an einigen Gebäuden der Anlage Veränderungen vor. So erneuerte er im Jahr 1741 die sogenannte Scheune II (7) und gestaltete zwischen 1745 und 1747 den Winkelbau mit der Brennerei (8, 9) um. Vollständig neu entstand im Jahr 1745 der Schüttbau (10), der an den Winkelbau angebaut wurde. Neumann orientierte sich bei den Neubauten an ähnlichen Vorratsbauten wie in Stadtlauringen oder Rügheim. Die Dachwerke entstanden ohne Zerrbalkenanlage und boten so mehr Platz für Vorräte.
Im Jahr 1741 begann der Umbau der sogenannten Scheune II. Sie bildete ursprünglich den Kern der Gutsanlage und barg einen Schlossbau aus der Zeit um 1600. An die repräsentative Nutzung erinnerten noch die großen Fenster mit ihren profilierten Gewänden und den Voluten. Neumann ließ den Innenausbau entfernen und eine zweischiffige Halle errichten. Der Dachraum erhielt einen Kniestock, um mehr Platz für Getreide zu schaffen. Im Jahr 2009 stürzte die Scheune II ein. Viele der Umbauten Neumanns waren zu diesem Zeitpunkt bereits rückgängig gemacht worden.

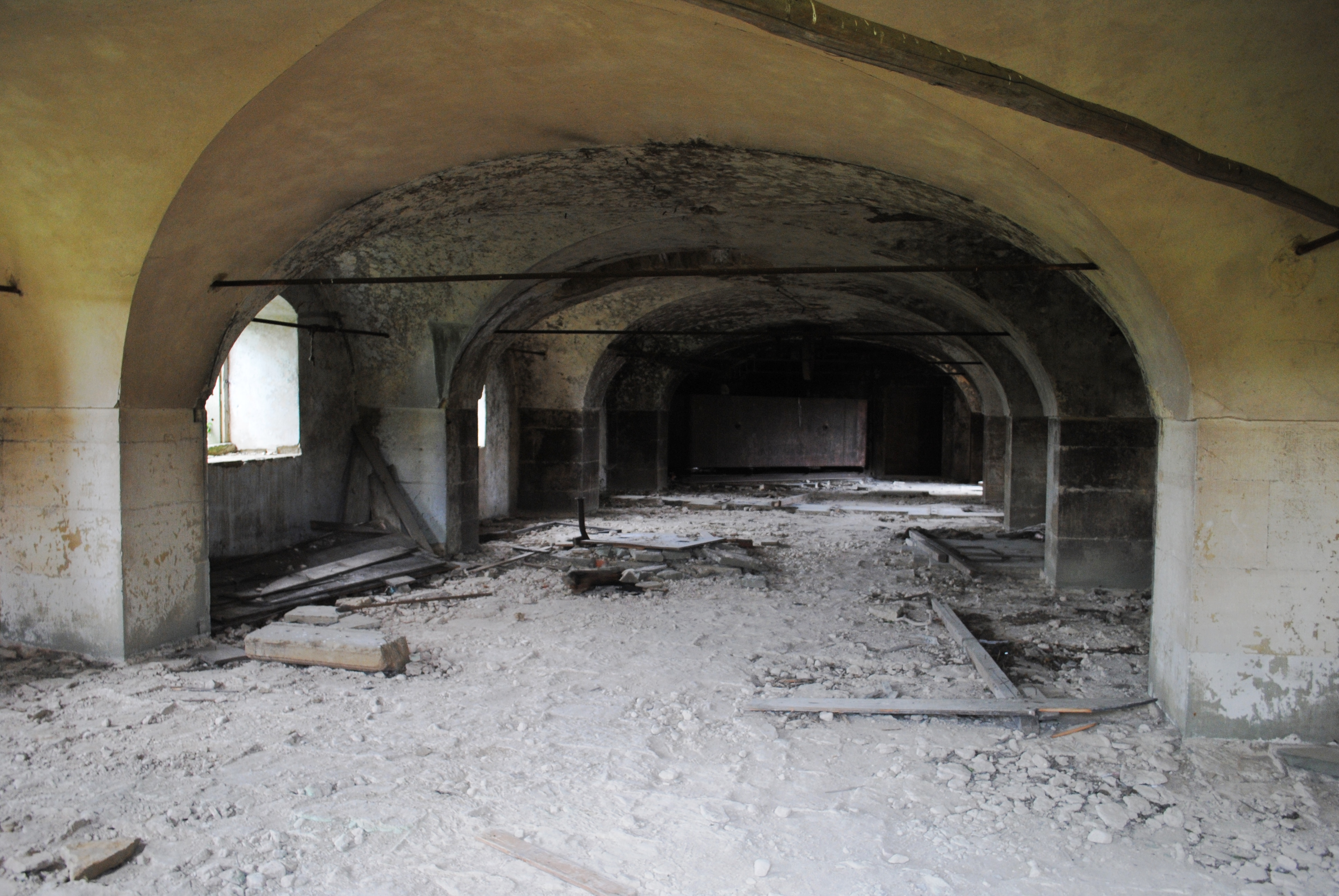
Das Innere des Winkelbaus (September 2014)

Der Schüttbau aus dem Jahr 1745 war der einzige echte Neubau Neumanns, lediglich der tonnengewölbte Keller geht auf ältere Vorgängerbauten zurück. Der Schüttbau besteht noch und bildete bereits in der Vergangenheit mit seinen drei Geschossen den eigentlichen Mittelpunkt der Anlage. Er schließt mit einem Drittelwalmdach ab und hat zwei auf fünf Achsen. Hausteine und eine markante Eckquaderung bilden die Gliederung des Gebäudes.
Obwohl auch der Schüttbau lediglich zur Vorratshaltung errichtet wurde, weist er mit den geohrten Fensterrahmungen und den profilierten Dachgesimsen repräsentative Merkmale auf. Alle drei oberirdischen Geschosse wurden mit zweischiffigem Kreuzgratgewölbe ausgestattet. In der Nordostecke entstand eine überwölbte zweiarmige Treppenanlage, die das Gebäude erschloss. Im Schüttbau nahm man in den folgenden Jahrhunderten weitere Veränderungen vor. So zog man dort Spannanker und Entlastungsgurte ein.
Der Winkelbau wurde zwischen 1745 und 1747 von Balthasar Neumann umfassend erneuert. Er wurde mit dem Schüttbau verbunden und beinhaltete bis ins 20. Jahrhundert die gutseigene Brennerei. Der Winkelbau geht im Kern auf das 16. Jahrhundert zurück, der Keller wurde 1585 errichtet. Im Südosten errichtete man einen Treppenturm, der den Übergang zur Scheune II bildete. Hier war eine Wendeltreppe untergebracht, die wohl nicht auf Neumann zurückgeht.
Der Baumeister überspannte den Winkel- und den Schüttbau mit einem einheitlichen Dachwerk. Außerdem wurden die Fensterreihen vereinheitlicht und mit barocken Rahmungen versehen. Der Winkelbau wurde mit einem einschiffigen Kreuzgratgewölbe überwölbt. Während der südliche Flügel vier Joche aufwies, wurde der westliche mit fünf Jochen gestaltet. So entstand ein einheitlicher, repräsentativer Barockbau als Mittelpunkt der Gutsanlage.

### Weitere Bauten
Alle nicht von Balthasar Neumann gestalteten Teile der Anlage wurden im 21. Jahrhundert abgerissen. Im Westen befand sich die Scheune III (11), ein Satteldachbau aus dem Jahr 1609. Die Nordseite der Anlage wurde von den sogenannten Stallbauten (1, 2) eingenommen. Es handelte sich um zwei Gebäude, die mit einem Satteldach abschlossen. Beide entstammten wohl bereits dem 17. bzw. 18. Jahrhundert, wurden allerdings in den folgenden Jahrhunderten immer wieder erneuert.
Östlich der Ställe befand sich das Verwalterhaus (3). Es präsentierte sich als zweigeschossiges Mansardhaus und konnte nach dendrochronologischen Untersuchungen vor dem Abriss auf die Zeit um 1765 datiert werden. Im Süden schloss sich die eingeschossige Remise (4) mit einem Satteldach an. Sie wurde 1775 errichtet. Wesentlich jünger war das sogenannte Gesindehaus (5) aus dem Jahr 1858. Die Scheune I (6) wurde als letztes Gebäude im 19. Jahrhundert gebaut.